# Acela Express
Acela Express är en snabbtågslinje i nordöstra USA som drivs av det federala monopolföretaget Amtrak och som trafikerar den 734 km långa sträckan från Boston South Station via New York Penn Station till Washington, D.C. Union Station. 
Restiden på hela sträckan går som snabbast 6,5 timmar med medelhastighet 116 km/h.

## Historia
Efter framgångar med höghastighetståg i Japan under 1960-talet beslutade den amerikanska kongressen att undersöka möjligheterna med höghastighetsjärnväg i USA. 
Den 18 december 1991 godkändes fem förslag på möjliga höghastighetsjärnvägar. Under 1993 avsatte kongressen 1 miljard dollar för utbyggnaden av 3 200 km höghastighetsjärnväg.
Under perioden oktober 1992 till januari 1993 testkördes ett svenskt X2-tåg. Därefter användes tåget på sträckan Washington DC – New York från februari till maj samt augusti till september 1993. Även Siemens visade upp sitt ICE 1 tåg i den nordöstra korridoren den 3 juli 1993.
Trafiken med Acela Express startade den 11 december 2000. 

## Banan
Acela Express kör på en äldre spårsträckning, Nordostkorridoren som ursprungligen byggdes och trafikerades av Pennsylvania Railroad. Banan har uppgraderats för höga hastigheter, upp till 240 km/h, även om hastigheten norr om New York är betydligt lägre. 
Snabbast går det på den 362 km långa sträckan mellan New York och Washington, D.C., vilket tar 2 timmar och 48 minuter; tåget har då en medelhastighet på 129 km/h. På denna sträcka har snabbtåget en marknadsandel på 75% av passagerarna som inte reser med bil, dvs i förhållande till alternativen inrikesflyg och fjärrbusstrafik.

### Stationer
Från norr till söder:
 Massachusetts
- Boston South Station
- Boston Back Bay
- Westwood Route 128 station

 Rhode Island
- Providence

 Connecticut
- New Haven
- Stamford

 New York
- New York Penn Station

 New Jersey
- Newark Penn Station
- Iselin Metropark

 Pennsylvania
- Philadelphia 30th Street Station

 Delaware
- Wilmington

 Maryland
- Baltimore Penn Station
- BWI Rail Station

 District of Columbia
- Washington Union Station

## Tågen
Tågen liknar närmast franska TGV tekniskt, med två särskilda drivenheter, en per ände, men till skillnad från TGV har den lutande vagnskorgar. Acela Express-tågen är tillverkade av kanadensiska Bombardier Transportation och franska Alstom.
| Tekniska uppgifter          | Tekniska uppgifter |
| --------------------------- | ------------------ |
| Antal sittplatser           | 304                |
| Tåglängd                    | 202 308 mm         |
| Tomvikt                     | 531,2 t            |
| Antal enheter               | 8                  |
| Maximal kontinuerlig effekt | 9,2 MW             |
| Antal drivmotorer           | 8                  |
| Kontaktledningsspänning     | 25 kV              |
| Drivmotor                   | asynkron           |
| Korgbredd vagn              | 318 cm             |
| Största tillåtna hastighet  | 240 km/h           |

## Linjen i spel
Acela Express förekommer i simuleringsspelet Microsoft Train Simulator. Linjen finns även som tillägg till Train Simulator 2014